# Anoura geoffroyi
El murciélago lengüilargo sin cola (Anoura geoffroyi) es una especie de quiróptero que se encuentra desde el centro de México, hasta Bolivia y el sureste de Brasil.

## Descripción
El pelaje del dorso es de color castaño parduzco oscuro y la base de los pelos es descolorida y en los hombros plateada; el pelaje del vientre es castaño grisáceo. La longitud del cuerpo con la cabeza alcanza entre 5,8 a 7,3 cm, el pie de 1,1 a 1,4 cm y la longitud del antebrazo de 4 a 4,5 cm. El hocico es alargado en punta y la mandíbula inferior es más larga que la superior. Presenta hoja nasal pequeña. Las orejas son redondeadas, de 1,2 a 1,6 cm de longitud. No tiene cola. Pesa entre 13 y 18 g.

## Hábitat
Se encuentra principalmente en los bosques tropicales de hojas perennes, aunque también en bosques húmedos de caducifolias y en plantaciones, siempre entre los 1.200 y 2.600 m de altitud. Durante el día se refugia en grupos de hasta 75 individuos en dormideros, en cuevas, túneles y grietas de las rocas o a veces huecos de árboles.

## Alimentación
Se alimenta principalmente de néctar, frutas y polen, pero además consume insectos, especialmente lepidópteros.

## Reproducción
Aunque no se conoce mucho sobre su apareamiento, se sabe que generalmente la hembra tiene una cría al año.